# Утицај кисеоника на хроничну опструктивну болест плућа
Утицај кисеоника на хроничну опструктивну болест плућа (ХОБП), код неких се болесника може испољити нежељеним дејством, које карактерише пораст парцијалног притиска угљен-диоксида (PaCO2) у артеријској крви, што у организму неких болесника може изазвати поспаност, главобољу, а у тежим случајевима, прекид дисања са појавом коме и смрти.
Зато пацијенти са хроничним плућним обољењима (ХОБП) или депресијом дисајног центра, (код којих се у току лечења јавља хипоксемија), а неопходна је и примена кисеоника у току лечења, због могућег токсичног дејства кисеоника оксигенотерапија се мора спроводити у болничким условима под сталним надзором медицинског особља.

## Епидемиологија
(ХОБП) је главни узрок инвалидности, и четврти водећи узрок смрти у многим земљама света. Више од 12 милиона људи у САД тренутно је са дијагнозом (ХОБП)).
Додатних 12 милиона (нпр. становника Сједињених Америчких Држава, вероватно имају хроничну опструктивну болест плућа, а да за то вероватно и не знају.
Развој хроничне опструктивне болести плућа најчешће је спор, а симптоми болести се стално погоршавају током времена и озбиљно ограничавају радне и друге основне-редовне активности (као што су ходање, кување или брига о себи).
Хронична опструктивна болест плућа дијагностикује се, углавном, код средовечних и старијих људи и није заразна или преносива болест.
Напредак медицине, још није резултовао леком који може да прекине развој хроничне опструктивне болести плућа, а лекари не знају како да зауставе даљи ток оштећења дисајних путева и плућа. Међутим, и поред тога правовремено лечење, укључујући ту и примену терапије кисеоником и промене начина живота, може да побољша активност оболелих особа, и успори напредак болести.

## Знаци и симптоми
изазваног хиперкапнијом]]
Код особа са хроничном опструктивном болешћу плућа (ХОБП), клиничке карактеристике токсичности кисеоника се због високог садржаја угљен-диоксида у крви најчешће испољавају знацима хиперкапније;
- смирење диспнеје
- инверзија сна
- престанак кашља
- конфузност, сомноленција
- знојење
- заборавност
- тремор
- периферна вазодилатација
- кома и смрт.

## Узроци
Многи болесници са хроничном опструктивном болешћу плућа (ХОБП) имају низак парцијални притисак кисеоника у крви. Примена лечења кисеоником код ових болесника може побољшати њихово стање, али у неким случајевима може резултовати и погоршањем (ХОБП) због повишења садржај угљен-диоксида у крви (хиперкапнија), све до нивоа који може да постане токсичан Ниво хиперкапније на коме настају озбиљни метаболички и клинички поремећаји није јасно одређен (на шта умногоме утиче брзина развоја гасних промена и компензаторна моћ организма). Вредности (PaCO2) од 8kPa (око 60 mmHg) сматрају се граничним вредностима зато што је на тим вредностима компензацијска моћ бубрега ограничена и даљи пораст (PaCO2) доводи до респираторне ацидозе, која прогредира депресијом вентилације, анестетичким ефектом (CO2) на централни нервни систем и појавом коме.
Међутим овај ефекат се не може увек приписати штетном дејству кисеоника, већ и смањеној вентилацији због губитка хипоксичног стимуланса. Зато се овај ефекат назива и »физиолошки ефекат кисеоничке терапије«.

## Механизам
Код особа са хроничном опструктивном болешћу плућа (ХОБП), који се лече кисеоником, нагомилавање угљен-диоксид у артеријској крви могу изазвати следећи механизми;
Поремећај вентилације плућа
Овај поремећај је нарочито изражен у синдрому бронхоопструкције, јер доводи до поремећаја вентилационо-перфузионог односа због неравномерне опструкције у појединим регијама плућа и обично је праћен ниским садржајем кисеоника у плућима што доводи до локализованих вазоконстрикција ограничавајући проток крви у тим ткивима плућа. Примена кисеоника отклања ова сужење, и најчешће ови поремећаји добро реагују на кисеоник. Ова прерасподела крви у областима са слабом вентилацијом плућа смањује количину угљен-диоксида његовом елиминацијом из система.
Халдане ефекат
Халдане ефекат је способност хемоглобина да врши деоксигенацију крви повећавајући своју способност да преноси угљен-диоксида. Повећањем оксигенације крви смањује се капацитет хемоглобина за угљен-диоксид. Већи део угљен-диоксида у крв преноси се у облику бикарбонат, и деоксгенисаног хемоглобина, од кога и зависи количина произведених бикарбоната. Повећање количине кисеоника у крви у условима хипероксије, умањује количину деоксигенисаног хемоглобина, а тиме смањује и капацитет крви да преноси угљен-диоксид..
Респираторна хомеостаза
Код здравих особа, пораст угљен-диоксида у крви проузрокује пораст вентилације плућа. Ова хомеостаза одржава се углавном реакцијом периферних хемо-рецептора који реагују на промену нивоа угљен-диоксида у артеријама, или преко кисеоничких хемо-рецептора уместо рецептора за угљен-диоксид уз помоћ којих организам регулише дисајне циклусе. Међутим код неких болесника са (ХОБП), овај одговор кисеоничких хеморецептора, на низак ниво кисеоника у крви изостаје, што доводи до нарушавања респираторне хомеостазе. У таквим случајевима удисање додатних количина кисеоника умањује њихов подстицај за дисање, узрокујући успоравање дисања (хиповентилацију), што има за последицу акумулацију угљен-диоксида у телу.

## Превенција
Код болесника са хроничном опструктивном болешћу плућа, токсично дејство угљен-диоксида у току примене кисеоника, може се спречити на три начина;
1. Пажљивом применом и сталним мониторингом у току лечења кисеоником, који најбоље резултате даје континуираним или интермитентним, (директним или индиректним) мерењем;

- респирацијских гасова у артеријској крви
- ацидобазног еквивалента у артеријској крви (pH, бикарбонати),[8]

1. Применом мањих доза кисеоника, које зависе од степена хиперкапније у количини која одржава сатурација кисеоника испод 90% у артеријској крви.
2. Применом механичке вентилације, код болесника са развојем дисајне ацидозе (pH 7-7,1), или у морибудном стању болесника.[4]

## Контролисана употребакисеоникауХОБП[9][10]
Контролисана примена кисеоника у циљу ограниченог засићења крви кисеоником има за циљ да смањи инциденцу хиперкапније у хипероксији, која се не тако ретко дешава у службама хитне медицинске помоћи при њиховом првом сусрету са болесницима од ХОБП. Примена О2, непрекидно захтева од клиничара да се суочавају са ситуацијом, која је присутна у  ХОБП због недостатка јасних клиничких доказа, о могућим компликација у току примена кисеоника код ХОБП. Ова констатација захтева разумну примену О2 и сталну контролу протока која треба да обезбеди сатурацију кисеоника од 90%, али не изнад 93% -95%, што одговара парцијалном притиску кисеоника у артеријској крви (РаО2). од 60-70 mmHg. Ово се поклапа са бројним истраживањима која препоручују да крива засићења оксихемоглобина, (у „равном делу " криве дисоцијације), буде таква да обезбеђује адекватно засићење кисеоником артеријске крви у већине болесника са  ХОБП . Ово је такође и у складу са подацима Јостена (енгл. Simon A Joosten) и колега, који сматрају да (PaO2) у артеријској крви који је мањи од 74,5 mmHg представља ниво заштите од могућих компликација код употребе кисеоника у лечењу ХОБП и треба бити стално контролисана, применом континуиране пулсне оксиметрије.